# Преход (филм, 1979)
„Преход“ (на английски: The Passage), излъчван в България със заглавието „Прехвърлянето“, е британски филм на режисьора Джей Лий Томпсън в жанра военна драма. Описва епизод от френската съпротива от 40-те години на XX век – транспортирането на семейството на американски учен, преследван от нацистите през Пиренеите. Издаден през 1979 г. Филмът подчертава особено ярките образи на антиподите – фанатичния садистичен есесовец и смелия баски водач, създадени от Малкълм Макдауъл и Антъни Куин.

## Сюжет
Началото на 1940 г. Втората световна война върви. Американският учен Джон Бергсън се укрива в окупираната от нацистите Франция със съпругата си Ариел, сина си Пол и дъщеря си Леа. Бергсон се занимава с изследвания с военно значение. По лична заповед на Химлер нацистките разузнавателни служби го издирват. Операцията по залавянето на Бергсон се ръководи от хауптщурмфюрерът от СС фон Берков.
Френската съпротива решава да преведе нелегално Бергсон от Тулуза в неутрална Испания. Бойците от Съпротивата Переа и Ренудо предлагат да преведат Бергсон през Пиренеите до самотен баски овцевъд, който живее в Испания и познава добре района. Баскът не иска да напусне овцете и се съгласява само срещу голяма парична награда. Предупреждава, че при всички положения ще се прибере максимум след четири дни.
Семейство Бергсън се крият в тайна стая в публичния дом на мадам Алба, която се страхува, че семейството ще бъде разкрито. След като научава, че трябва да прехвърли не един, а четирима души, включително възрастна жена, баскът отново е готов да откаже. Но тогава фон Берков се появява в публичния дом и започва обиск. В уличен бой баскътубива човек от Гестапо. Баскът и семейство Бергсън успяват да напуснат, стигат до гарата и се качват на влака.
Ренудо попада в ръцете на нацистите. Фон Берков му показва жестоко пребитата мадам Алба. По време на разпит Ренудо се опитва да насочи фон Берков към фалшивата следа на Бергсон. Той посочва маршрут, обратен на реалния. Въпреки това Гестапо открива Бергсон във влака. Баските и придружаващите ги бойци на Съпротивата влизат в битката, застрелвайки германската охрана и взривявайки прикачените фургони с боеприпаси. Така е възможно да се откъснете от преследването. Почти всички патризани бойци умират в битката. Фон Берков, след като научава за това, подлага Ренудо на брутални изтезания, нарязвайки пръстите му с нож.
Баскът и Бергсон се присъединяват към циганския лагер. Старейшината се съгласява да достави бегълците до френско-испанската граница срещу парична награда, но циганските каруци са спрени от армейска част. Фон Берков пристигна и започва проверка. Бергсон, който лежи във фургона, се представя за умиращ циганин, поради което фон Берков, страхувайки се от инфекция, не влиза във фургона. Въпреки това, той взема Леа със себе си и като я води в офиса си, я принуждава да правят секс. Едва на сутринта разбира, че това е дъщерята на Бергсон.
Фон Берков тръгва отново при циганите, оставяйки Леа под охрана. Баскът убива пазача, взема Леа и изпреварва фон Берков – Бергсони отново тръгват с Переа. Фон Берков заплашва циганския старейшина със смърт, като го залее с бензин, но той отказва да каже къде са отишли издирваните. Синът на по-големия обаче предава бегълците, за да спаси баща си. След като нарушава това обещание, фон Берков изгаря старейшината и дава заповед да се разстреля целият лагер. Той взема четирима войници с френски водач на свое разположение и продължава преследването.
Баскът и Переа водят Бергсон към Пиренеите. Започва труден преход през планината. Поради умората на Ариел, групата се движи много бавно, което крие опасност да попаднат в ръцете на преследвачите. Баскът, открито загрижен за изоставените си овце, заплашва да изостави семейство Бергсон. С голяма трудност групата достига до хижата. През нощта, когато съпругът и децата й са заспали, Ариел Бергсон тайно си тръгва (Баскът и Переа виждат това, но не я спират) и замръзва в планините. Всъщност тя се самоубива, за да улесни семейството си.
Семейството, баска и Переа погребват Ариел. В същото време те виждат приближаващите германци. Переа започва престрелка, за да отблъсне преследвачите си. Той успява да застреля трима войници, но фон Берков (който специално сменя униформите с един от редниците, когото Переа убива с първия изстрел) го взривява с граната.
Баскът води Бергсонс до граничния пункт – той се надява, че преследвачите ще сметнат такъв път за твърде рискован и няма да търсят бегълци там. Фон Берков обаче вижда тази маневрата и се движи в същата посока. Баскът и семейство Бергсън залавят армейски камион на граничния контролно-пропускателен пункт, стрелят по германците и, възползвайки се от ефекта на изненадата, нахлуват на испанска територия.
Фон Берков пристига и иска обяснение от армейския майор, командващ граничната част. Френският водач получава разрешение от майора да се върне у дома, но фон Берков грабва пистолет и убива французина. Майорът, като старши по ранг, арестува фон Берков. Скоро обаче научава от Берлин „за тайно споразумение“ между Адолф Хитлер и Франсиско Франко. Фон Берков е освободен и продължава преследването на испанска територия сам.
Баскът и семейство Бергсон забелязват фон Берков. Професорът изпуска нервите си, не иска да поема повече рискове и е на път да се откаже. Баскът забранява това и отива да посрещне германеца. Започва своеобразен дуел: баскът, движещ се по планинските върхове, провокира фон Берков с викове „Зиг хайл“ и „Швайне!" (свиня); фон Берков отвръща на изстрела, забравяйки колко опасно е в заснежените планини. Отново и отново той пропуска и в резултат на това мощна лавина се спуска директно върху него.
Баскът води семейство Бергсон в колибата си. Всички се настаняват да си починат. Но след малко кървавият фон Берков нахлува с пистолет – някак успява да оцелее и да се измъкне от лавината. Баскът моли фон Берков да не убива Бергсон. Но той, вече в лудост, настоява, че ще убие всички. Тогава Бергсон прилага хипноза към фон Берков: той внушава, че няма да убива повече никого, защото самият той ще умре. Това кара фон Берков да изпадне в сърдечен арест.
На следващата сутрин семейство Бергсън се сбогуват с водача и тръгват към най-близкото село. Баският ги изпраща с дълъг, замислен поглед и се връща у дома при овцете си.